# Aspilota ajara
Aspilota ajara is een insect dat behoort tot de orde vliesvleugeligen (Hymenoptera) en de familie van de schildwespen (Braconidae). De wetenschappelijke naam van de soort werd voor het eerst geldig gepubliceerd door Francisco Javier Peris-Felipo in 2016.
Deze schildwesp werd in 1995 ontdekt in de grot van Llano de los Caños bij Villa de Mazo op La Palma in de Canarische Eilanden. Het is de eerste Aspilota-soort die in een ondergrondse omgeving leeft. Het was tevens de eerste vondst van een Aspilota op de Canarische Eilanden. De naam komt uit het plaatselijke dialect ("ájara" betekent zoveel als "geluk hebben") en verwijst naar de moeilijkheden om de soort in de grot te vangen.